# Воля-Пневська
Воля-Пневська (пол. Wola Pniewska) — село в Польщі, у гміні Пневи Груєцького повіту Мазовецького воєводства.
Населення — 191 особа (2011).
У 1975-1998 роках село належало до Радомського воєводства.

## Демографія
Демографічна структура станом на 31 березня 2011 року:
|          | Загалом | Допрацездатний вік | Працездатний вік | Постпрацездатний вік |
| -------- | ------- | ------------------ | ---------------- | -------------------- |
| Чоловіки | 94      | 26                 | 60               | 8                    |
| Жінки    | 97      | 22                 | 60               | 15                   |
| Разом    | 191     | 48                 | 120              | 23                   |